# Éder Ceccon
Éder Ceccon est un footballeur brésilien né le 13 avril 1983.